# 기초자산
기초자산(基礎資産, underlying assets)은 옵션을 행사 할 때에 매수/매도의 대상이 되는 상품, 자산, 물체를 의미한다. 기초상품, 기초증권, 기초주식, 기초지수, 기초통화 등이 있는데 이들을 포괄한 개념이다

## 같이 보기
- 파생상품